# Omaheke
Omaheke é uma das quatorze regiões da Namíbia. Sua capital é a cidade de Gobabis. Ela se localiza na fronteira oeste da Namíbia e é a extensão oeste do deserto do Kalahari. 

## Características
O noroeste da região ainda é muito selvagem, e belas cenas podem ser vistas no deserto por pessoas dispostas a viajar por suas estradas e ficar noites á ceu aberto. Antropologicamente falando, praticamente todos os indíviduos das etnias Mbanderu e Gobabis-Ju/wa vivem na região. 